# Yenimahalle Belediyesi (handbal feminin)
Yenimahalle Belediyesi (în turcă Yenimahalle Belediyesi Spor Kulübü) este o echipă de handbal feminin din Ankara, Turcia, secție a clubului polisportiv Yenimahalle BSK.

## Palmares
- Superliga Turcă:
  - Câștigătoare: 2015

- Cupa Turciei:
  -  Câștigătoare: 2015[2]

## Echipa

#### Lotul de jucătoare
Echipa pentru sezonul 2015–16
| Portari - 01 Anca Mihaela Rombescu - 26 Dragica Tatalović - 13 Merve Toker Extreme Extreme stânga - 06 Esra Gündar - 0 Nur Ceren Akgün - 05 Özge Yakar Extreme dreapta - 0 Anita Gaće - 09 Katerina Ciumak Pivoți - 88 Lenče Ilkova - 04 Beyza Irem Türkoglu | Linia de 9 metri Centri - 07 Yeliz Özel - 0 Marina Tankaskaia - 19 Buket Keskin Intermediari stânga - 17 Duygu Aydoğan Soysal - 10 Elif Sila Aydin - 21 Ilke Sen Intermediari dreapta - 0 Olga Laiuk - 99 Marina Dmitrović |